# Iniciativa para la Integración de la Infraestructura Regional Suramericana

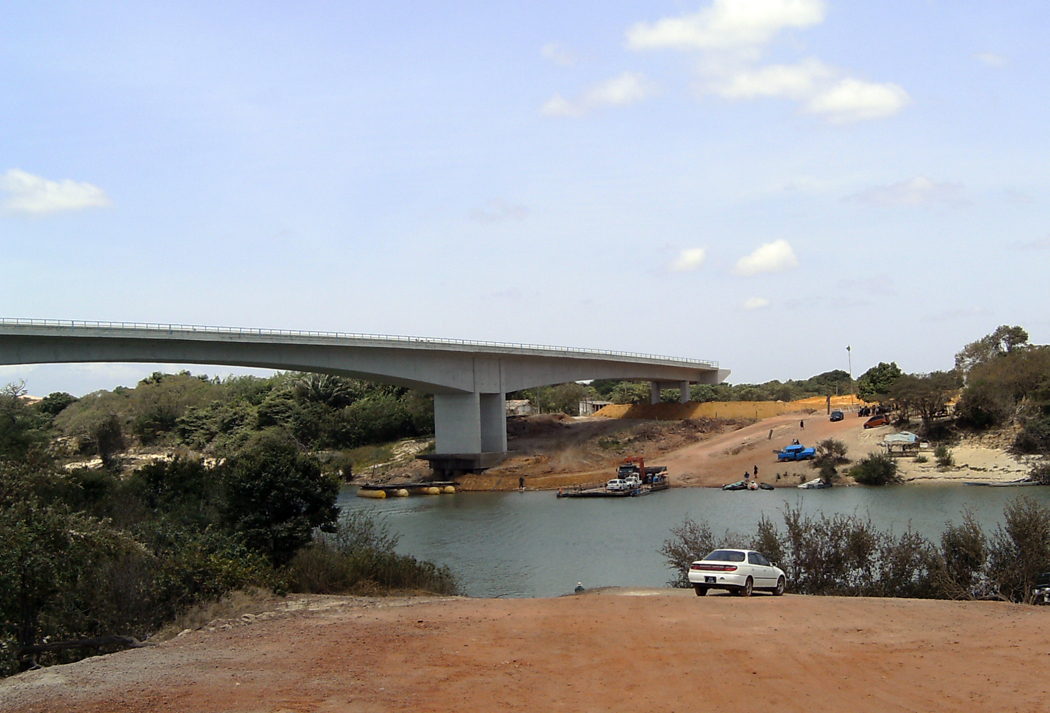
Puente Guyana/Brasil en construcción en abril de 2008. Mirando hacia el oeste desde Guyana hacia Brasil en Lethem.

La Iniciativa para la Integración de la Infraestructura Regional Suramericana (IIRSA), es el foro de diálogo, entre las 12 repúblicas de Sudamérica (actual Unión de Naciones Suramericanas), que tiene como objetivo la planificación y desarrollo de proyectos para el mejoramiento de la infraestructura regional de transporte, energía y telecomunicaciones. Creada en agosto del 2000 durante la primera Cumbre Sudamericana como una forma de facilitar y promover la integración regional. Cuenta con el apoyo técnico y financiero del Banco Interamericano de Desarrollo (BID), la Corporación Andina de Fomento (CAF), y el Fondo Financiero para el Desarrollo de la Cuenca del Plata (FONPLATA)

## Organización
La IIRSA se organiza de la siguiente forma:
- El Comité de Dirección Ejecutiva (CDE), integrado los ministros de infraestructura o planificación. Define los lineamientos estratégicos y aprueba los planes de acción
- Los Grupos de Coordinación Técnicos (GCT), integrado por funcionarios gubernamentales y técnicos. Están encargados de llevar a cabo las decisiones multinacionales, Hay un GCT por cada Eje de Integración y Desarrollo (EID) y Proceso Sectorial de Integración (PSI)
- El Comité de Coordinación Técnica (CCT) integrado por el BID, CAF y FONPLATA. Otorgan apoyo técnico y financiero al IIRSA. Coordina las actividades y además cumple la función de memoria institucional del IIRSA. ES la secretaria del CDE.
- Las Coordinaciones Nacionales del IIRSA estructuradas en cada país. Es la encargada de articular la participación de los diversos ministerios y organismos gubernamentales en el IIRSA. Así como la participación de instancia subregionales, el sector privados y otros de la sociedad civil.

## Ejes de Integración y Desarrollo
Los Ejes de Integración y Desarrollo son:
- Eje Andino
- Eje Andino del Sur
- Eje de Capricornio
- Eje del Amazonas
- Eje del Escudo Guayanés
- Eje del Sur
- Eje Hidrovía Paraguay-Paraná
- Eje Interoceánico Central
- Eje MERCOSUR-Chile
- Eje Perú-Brasil-Bolivia

## Procesos Sectoriales de Integración
Los Procesos Sectoriales de Integración (PSI) son:
- Instrumentos de Financiamiento
- Integración Energética
- Pasos de Frontera
- Tecnologías Información y Comunicaciones
- Transporte Aéreo
- Transporte Marítimo
- Transporte Multimodal